# یواس‌اس مک‌لیش (دی‌دی-۲۲۰)
یواس‌اس مک‌لیش (دی‌دی-۲۲۰) (به انگلیسی: USS MacLeish (DD-220)) یک کشتی بود که طول آن ۹۵٫۸۳ متر (۳۱۴٫۴ فوت) بود. این کشتی در سال ۱۹۱۹ ساخته شد.